# Taifun Mangkhut
Mangkhut bzw. Ompong war ein aktiver Taifun über dem Pazifischen Ozean. Er wurde zeitweilig in die fünfte und höchste Kategorie der Saffir-Simpson-Hurrikan-Windskala eingestuft und hatte einen Durchmesser von etwa 900 km.
Am 14. September 2018 befand er sich über dem Pazifischen Ozean und nahm Kurs auf den Norden der Philippinen. Die Windgeschwindigkeiten betrugen bis zu 255 km/h und waren damit deutlich höher als die des parallel im Atlantik herrschenden Hurrikans Florence. Es wurde damit gerechnet, dass Böen mit Spitzengeschwindigkeit von bis zu 330 km/h auftreten könnten. Dies entspräche dem Taifun Haiyan, der 2013 über 6300 Todesopfer forderte.
Erwartet wurde, dass der Taifun eine große Flutwelle auslösen und enorme Regenmengen mitbringen würde, die zu Überschwemmungen und Erdrutschen führen. Die philippinische Katastrophenschutzbehörde ging von etwa 5 Mio. gefährdeten Menschen aus; etwa 800.000 wurden mit Stand 14. September zur Evakuierung aufgefordert. Zudem wurden schon im Vorfeld Flüge gestrichen und Schiffsverbindungen eingestellt. Insgesamt leben etwa 10 Mio. Menschen im gefährdeten Bereich.
Am frühen Morgen des 15. September traf der Sturm in der philippinischen Gemeinde Baggao auf Land. Ersten Angaben zufolge starben mehrere Menschen durch den Taifun, zudem fiel großflächig der Strom aus. Zu mehreren Regionen war der Kontakt abgerissen. Meteorologen gingen nun davon aus, dass der Taifun weiter nach China ziehen würde und dort als Zyklon der Kategorie 4 im Bereich des dicht besiedelten Perlflussdeltas auf das chinesische Festland treffen würde. Auch dort wurden Warnungen ausgegeben und Evakuierungen besonders gefährdeter Regionen eingeleitet. Die Behörden von Hongkong warnten, die Bevölkerung solle sich „auf das Schlimmste“ vorbereiten. Am Abend des 16. Septembers Ortszeit (UTC+8) erreichten erste Ausläufer des Taifuns Hongkong. In der Prognose gab es Windböen von über 200 km/h an der Küste der Provinz Guangdong. Nach dem Erreichen der Küste bei Jiangmen / Yangjiang in der Nacht wurde stärkerer Regen auch in Nordvietnam erwartet.
In Hongkong waren 600 Straßen blockiert. Aus Südchina gab es wenige Informationen, da unabhängige Reporter und Journalisten in Festlandchina kaum berichten; manche etablierte Medien waren der Auffassung, dass freier Journalismus dort extrem schwierig sei. Nach offiziellen Angaben seien vier Menschen in China gestorben. Die damals noch nicht eröffnete Hongkong-Zhuhai-Macau-Brücke überstand diesen Stresstest. Der Wirbelsturm hatte teils Windgeschwindigkeiten von 55 m/s erreicht und war bei Jiangmen auf das Festland gezogen. Im Hinterland (Yangchun) gab es erhebliche Überschwemmungen infolge der starken Regenfälle.
Mit Stand 22. September 2018 waren nach offiziellen Angaben mindestens 127 Todesfälle auf den Philippinen bekannt. Zudem wurden noch mindestens 111 Menschen vermisst, für die es kaum noch Überlebenschancen gebe. Zudem gab es neben Tausenden zerstörten Gebäuden und großflächigen Stromausfällen auch viele Verletzte. Allein in Hongkong wurden mehr als 200 Verletzte registriert.

Taifun Mangkhut
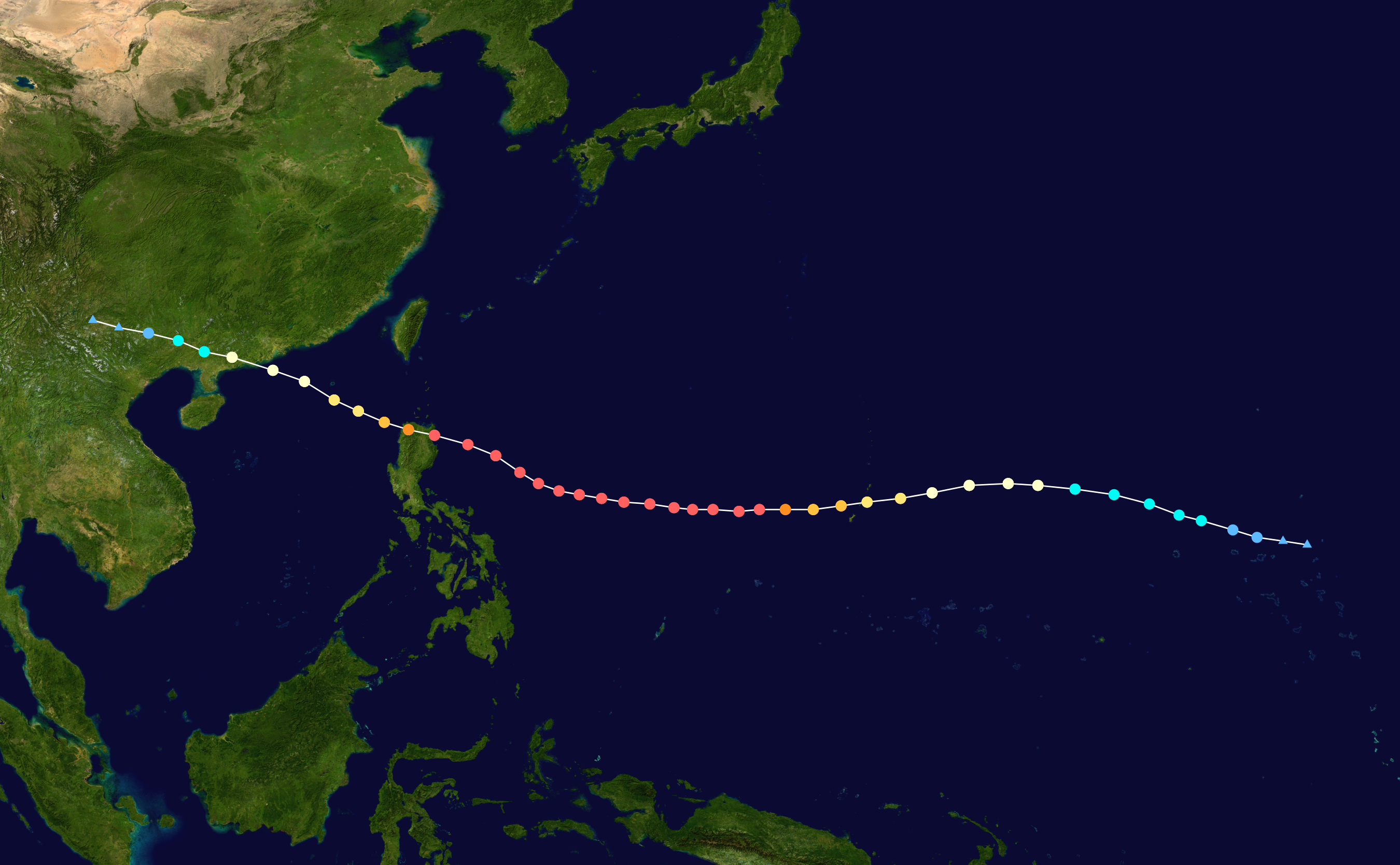
Mangkhut – Trajektorie des Sturms
Aufgezeichnete höchste Windgeschwindigkeit
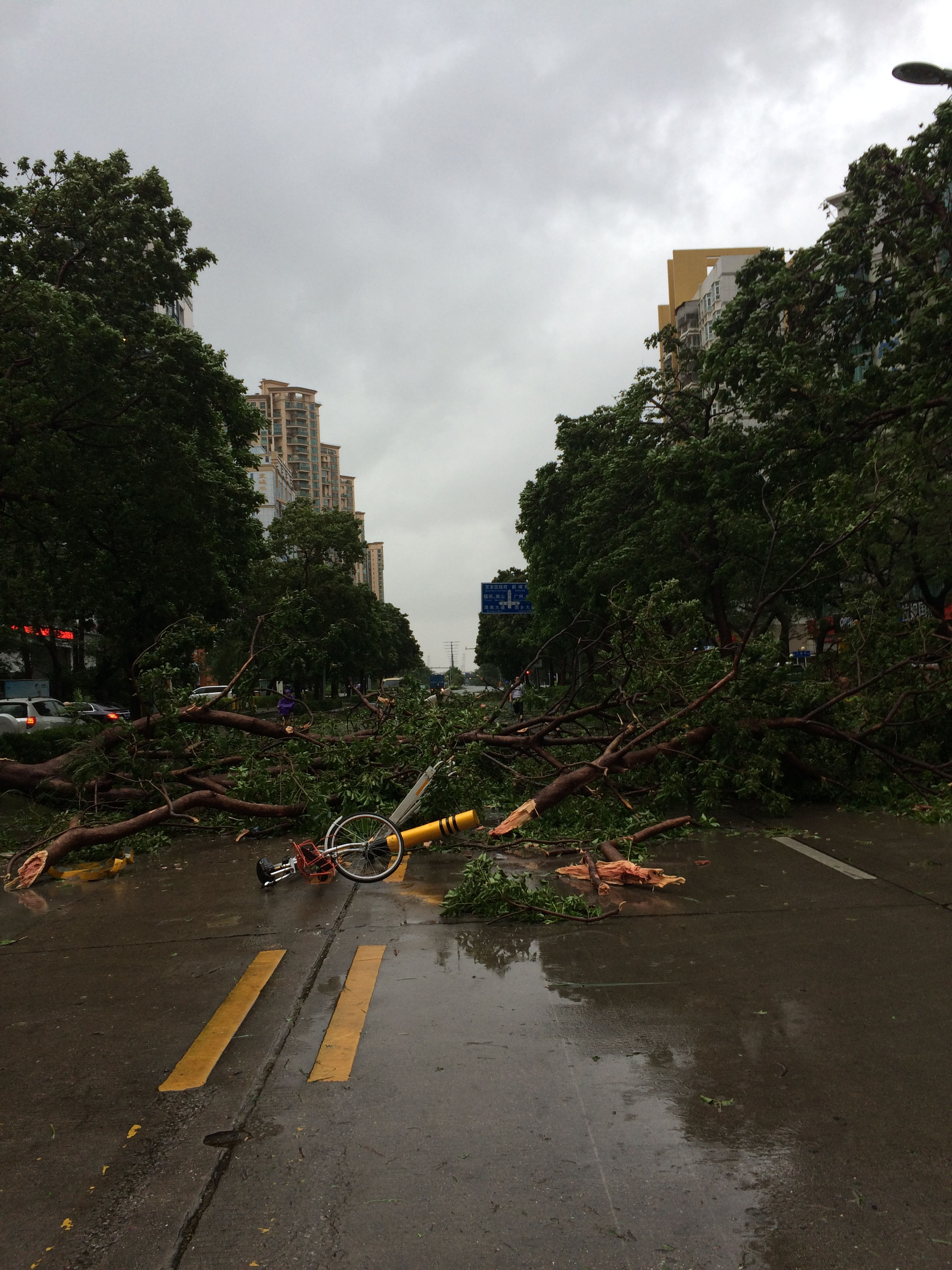
Schäden in Shenzhen
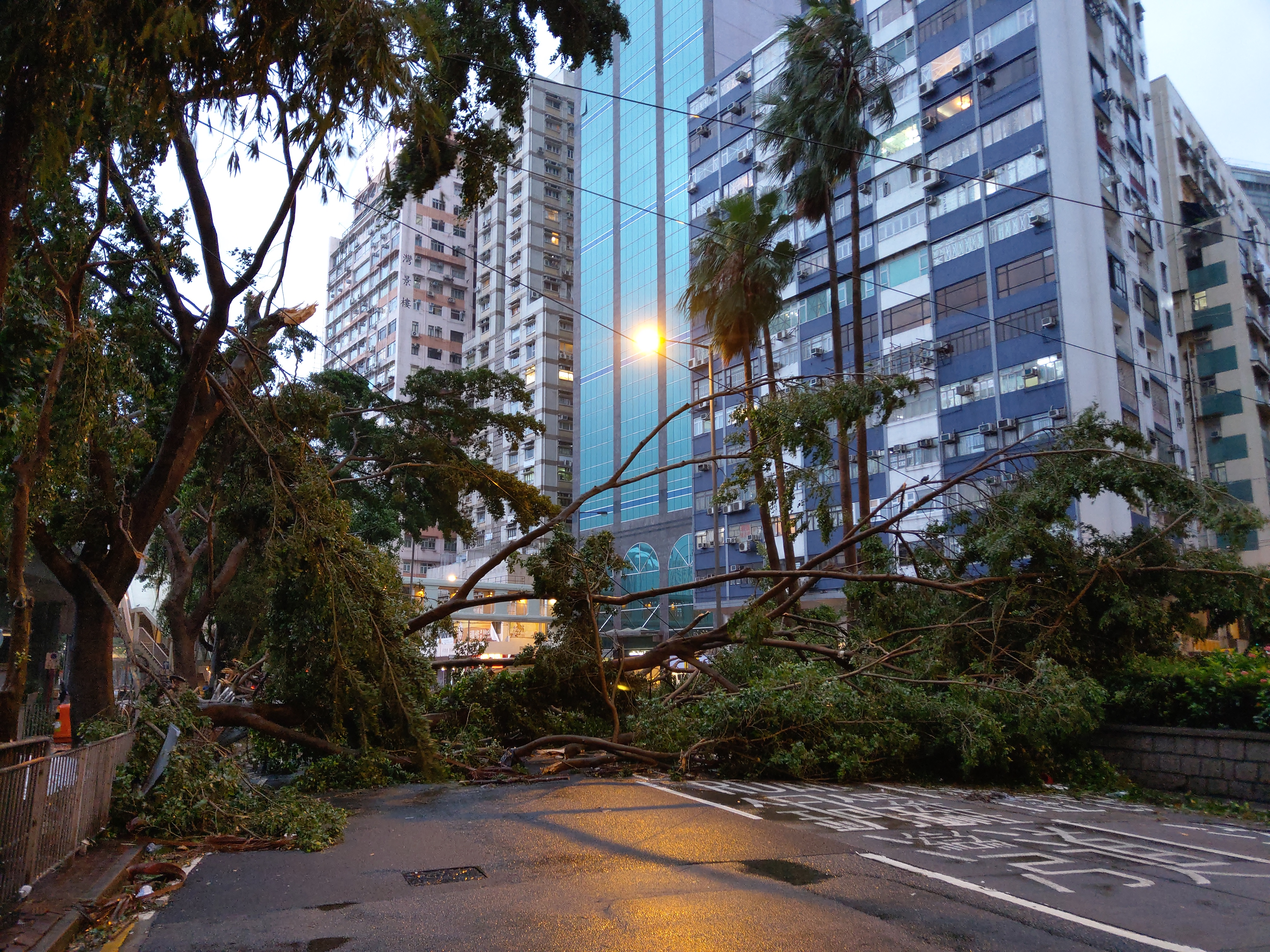
Yee Wo Street, Causeway Bay Hongkong
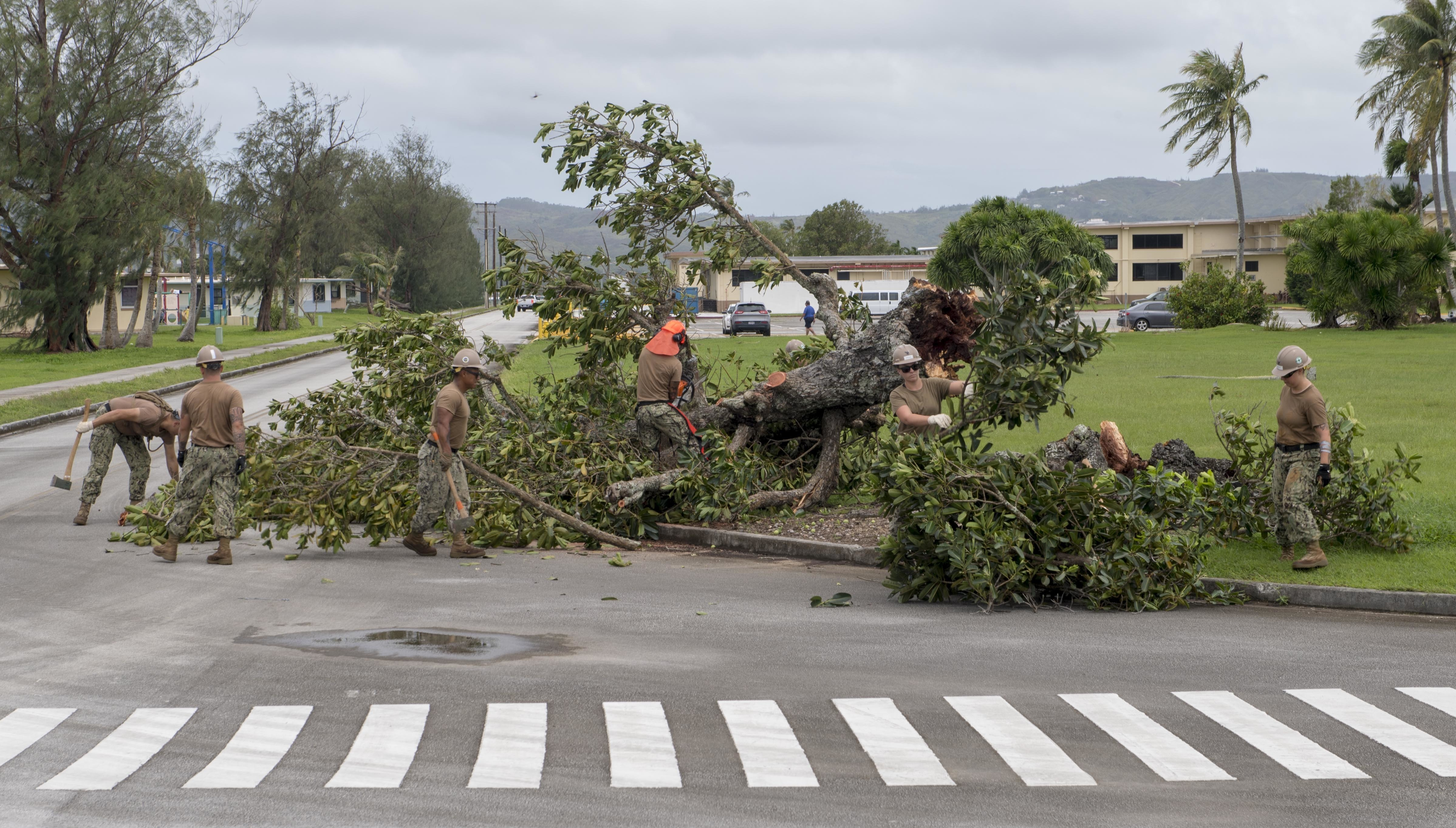
Schäden am US Naval Base Guam, Insel Guam